# Björkvik (Ingarö)

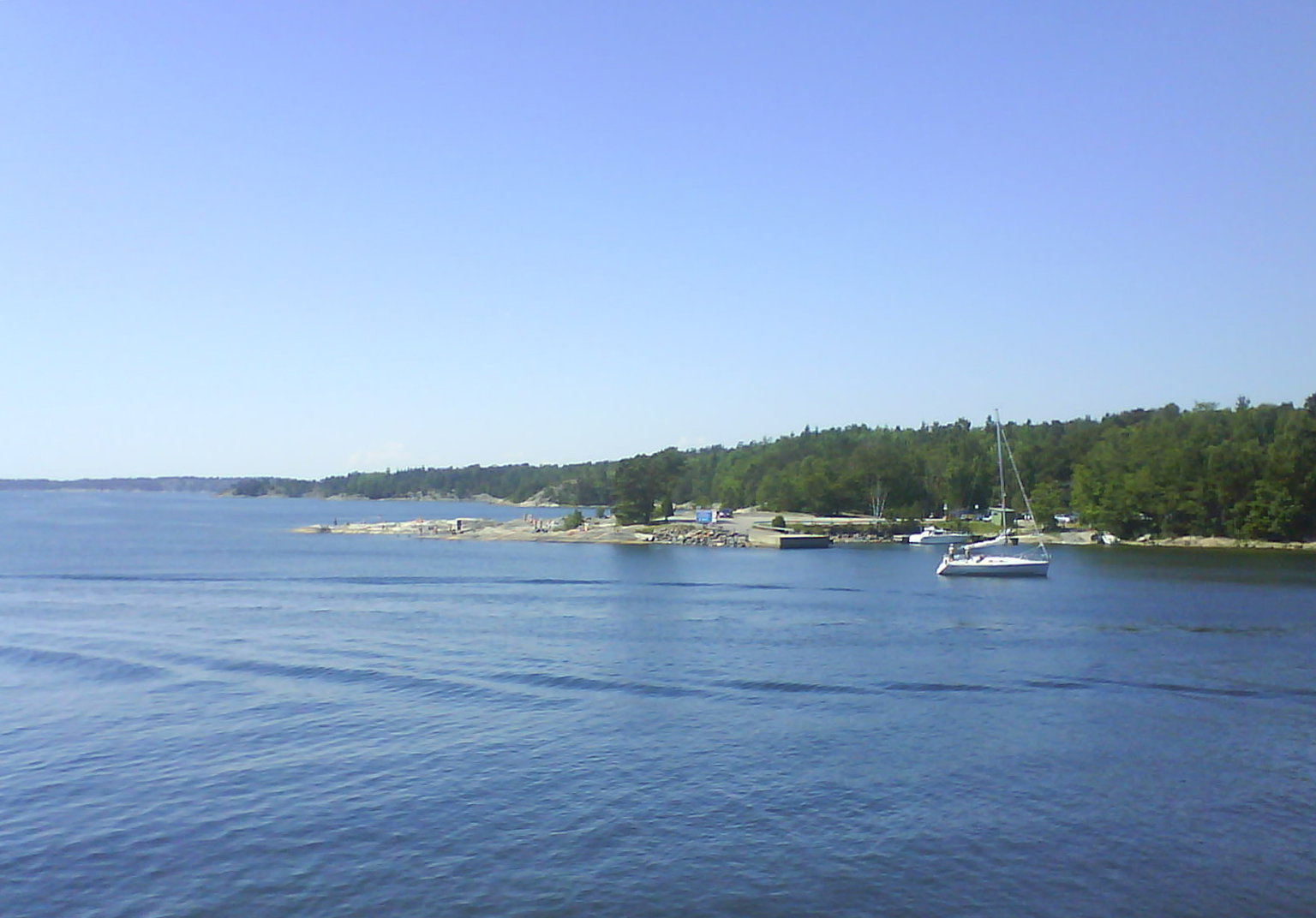
Björkvik

Björkvik är en brygga och badplats vid Nämdöfjärden på södra Ingarö i Värmdö kommun.

## Badplatser
Vid Björkvik finns klippbad och sandstränder

## Kommunikationer
SL-buss 428 och på sommaren även 429 stannar vid Björkviks brygga. Bryggan trafikeras även av Waxholmsbolagets båtar.